# Swaefred

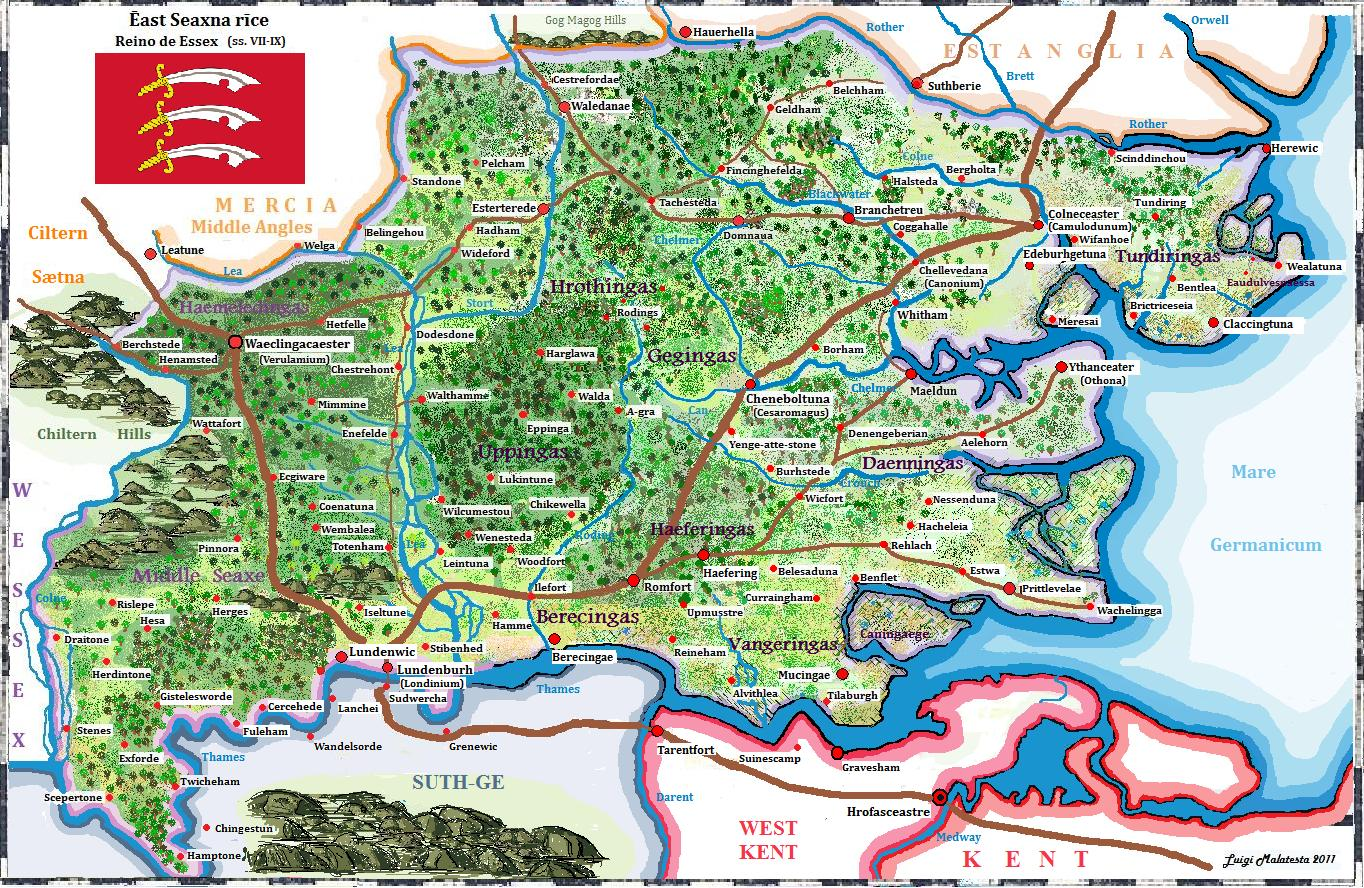
Essex in frühangelsächsischer Zeit

Swaefred (auch Swæfred, Suebred, Suefredus, Sueabræd oder Suebredus; † nach 704) war von etwa 694 bis nach 704 König des angelsächsischen Königreichs Essex. Er regierte gemeinsam mit seinem Bruder Sigeheard und Offa.
Einige Historiker halten Swaefred und Swæfheard, der von 687/688 bis 692/694 in Kent herrschte, für dieselbe Person.

## Leben
König Sebbi scheint seine Söhne Sigeheard und Swaefred bereits in den späten 680er Jahren an der Herrschaft beteiligt zu haben, da sie Chartas als rex (König) unterschrieben. Doch der Titel kann auch eine spätere Hinzufügung sein. Swæfheard (687/688–692/694), ein weiterer Bruder, herrschte als König über die westlichen Teile von Kent.
Sebbi dankte um 694 schwer erkrankt zu Gunsten seiner Söhne Sigeheard und Swaefred und Sigheres Sohn Offa, die gemeinsam regierten, ab und wurde Mönch. In den 680er Jahren war Surrey unter die Kontrolle von Wessex geraten, gehörte aber noch zur ostsächsischen Diözese London, was zu Spannungen zwischen dem mächtigen König Ine von Wessex und Essex führte, die 705 auf der Synode von Brentford gelöst werden konnten. Sein genaues Todesdatum ist unbekannt, lag aber zwischen 704 und 709.